# John Wagner
John Wagner (født 19. marts 1956) er en dansk journalist og administrerende direktør for De Samvirkende Købmænd.
Wagner er uddannet journalist. Han blev 1979 politisk reporter ved Jyllands-Posten, var 1982-1984 leder af avisens politiske redaktion og souschef for JP's redaktion i København. Derefter kom han til Weekendavisen og Børsens Nyhedsmagasin, hvor han også beskæftigede sig med det politiske stof. Senere blev han politisk redaktør og debatredaktør ved Berlingske Tidende indtil han i 1988 blev generalsekretær i Det Konservative Folkeparti.
Han forlod stillingen i 1992, da Tamilsagen begyndte at rulle og blev direktør for Arbejdsløshedskassen for Selvstændige Erhvervsdrivende. Siden 1995 har han været direktør for De Samvirkende Købmænd. Fra 1. januar 2011 medlem af DR's bestyrelse – udnævnt af sin partifælle, kulturminister Per Stig Møller.